# Hřiště na Kamenci
Hřiště na Kamenci je zaniklé fotbalové hřiště v Ostravě, které bylo otevřeno v roce 1925. Bylo to první domácí hřiště SK Slezská Ostrava, který jej využíval do roku 1934. Poté se přestěhoval na stadion Stará střelnice.

## Historie

### Příprava a podoba hřiště
SK Slezská Ostrava (dnes FC Baník Ostrava) neměl po svém založení v roce 1922 vlastní hřiště. Proto již od svého zapsání na fotbalovém svazu v roce 1923 hledal místo, kde by mohl hrát své domácí zápasy. Od svého založení je tedy hrál na hřištích soupeřů nebo v pronájmu na hřišti Slovanu Ostrava za 100 Kčs. I tak zanedbatelnou částku však mladý klub sháněl s obtížemi.
Až v roce 1925 obecní zastupitelé městské části Slezská Ostrava povolili klubu pronájem pozemku v oblasti hornické kolonie zvané Kamenec, ze které pocházela většina činovníků klubu.  Zdejší ulice se tehdy jmenovala "Na Kamenci" (dnes Bohumínská) a od ní byl odvozen název hřiště. Podél západní strany hřiště vedla dráha Slezských zemských drah Ostrava–Bohumín a za severozápadním rohem hřiště měla výhybnu.
Hřiště bylo nejprve jen pozemkem neregulérních (menších) rozměrů s kamenitým povrchem a dvěma dřevěnými brankami. Až po čtyřech letech fungování bylo dosypáno škvárou a oploceno, díky čemuž klub teprve začal získávat peníze ze vstupného. Stalo se tak díky jednomu ze zakladatelů klubu Jóžovi Dvořákovi, který úspěšně dostudoval stavební fakultu a vyměřil hřiště, aby se oplocení mohlo vystavět. Vynalézavost slezskoostravských fanoušků kopané si však dokázala poradit i s plotem a davy lidí místo na hřiště začaly chodit na přilehlý kopec Mundloch, ze kterého šlo vidět na celé hřiště. Klub tedy každý zápas vysílal na kopec pokladníka, kterému alespoň někteří poctiví lidé zaplatili.
Jako šatna a prádelna sloužila kuchyň v domě jednoho ze zakladatelů klubu Petra Křižáka v hornické kolonii na Kamenci. Disponovala však minimem místa a nízkými hygienickými standardy. Z toho bylo zřejmé, že hřiště bude stačit jen nižším moravskoslezským župním soutěžím. 

### Odehrané zápasy
První dvě sezóny soutěžních klání v letech 1923 a 1924 (ve III. a II. třídě Moravskoslezské župy ) odehrála Slezská kompletně na cizích hřištích.
Na nově otevřeném hřišti na Kamenci v roce 1925 začala hrát Slezská I. třídu Moravskoslezské župy (tehdy třetí nejvyšší soutěž), ve které se poměrně dobře stabilizovala a pravidelně se v ní pohybovala v horních patrech tabulky. První problémy v krátké sportovní historii klubu nastaly v roce 1930, kdy došlo k hráčské krizi a Slezská z posledního místa v tabulce sestoupila zpět do II. třídy. Velká hospodářská krize v té době zasáhla každého, dokonce i amatérský klub ze Slezské Ostravy. Týmu chyběl jeden z nejlepších střelců prvních sezón Vladimír Dvořák a více starších hráčů s rodinami na fotbal zanevřelo kvůli finančním, ba dokonce existenčním problémům. Někteří mladší fotbalisté zase museli nastoupit k povinné vojenské službě, a tak na poslední chvíli poskládaný tým neměl dostatečnou kvalitu, aby se v I. třídě udržel. 
Obměněné družstvo se nakonec do I. třídy vrátilo v roce 1932, kdy došlo k velkým změnám v organizaci československé kopané. Poprvé se zavedl dvoukolový systém, díky čemuž se najelo na dnes známý systém podzim-jaro. Pro hráče to znamenalo hlavně větší vytíženost a mnoho klubů se po vzoru slavných pražských týmů profesionalizovalo. Už v první sezóně 1932-1933 se ale ukázalo, že peníze nejsou ve fotbale všechno a Slezská na jaře 1933 deklasovala na Kamenci profesionální SK Moravská Ostrava 6:0. Další sezóna 1933-1934 v I. třídě měla být hlavně soubojem mezi Slovanem a Slezskou o postup do divize. Na podzim Slezská svůj duel na Kamenci vyhrála 3:1, ovšem na jaře byl jednoznačným favoritem Slovan, neboť se na jaro posílil o hráče s ligovými zkušenostmi z Prahy. Ale ani v domácím prostředí na Slezskou nestačil a prohrál 0:2. Slovanu navíc nové akvizice nestačily ani ke druhému místu, které se stejným počtem bodů jako Slezská obsadila DSK Unie Ostrava. Slezská však díky lepšímu skóre po skončení sezóny 1933/34 postoupila z prvního místa o patro výš do Moravskoslezské divize (tehdy druhé nejvyšší soutěže).

### Umístění v jednotlivých sezónách
Legenda: Z - zápasy, V - výhry, R - remízy, P - porážky, VG - vstřelené góly, OG - obdržené góly, +/- - rozdíl skóre, B - body, červené podbarvení - sestup, zelené podbarvení - postup
| 1925    | I. třída Moravskoslezské župy  | 3 | 7  | 3  | 2 | 2 | 15 | 6  | +9  | 8  | 4. |
| 1926    | I. třída Moravskoslezské župy  | 3 | 9  | 5  | 1 | 3 | 26 | 21 | +5  | 11 | 4. |
| 1927    | I. třída Moravskoslezské župy  | 3 | 7  | 2  | 1 | 4 | 15 | 24 | -9  | 5  | 6. |
| 1928    | I. třída Moravskoslezské župy  | 3 | 8  | 5  | 2 | 1 | 23 | 16 | +7  | 12 | 2. |
| 1929    | I. třída Moravskoslezské župy  | 3 | 8  | 5  | 0 | 3 | 22 | 16 | +6  | 10 | 3. |
| 1930    | I. třída Moravskoslezské župy  | 3 | 8  | 1  | 2 | 5 | 13 | 24 | -11 | 4  | 9. |
| 1931    | II. třída Moravskoslezské župy | 4 | 8  | 4  | 1 | 3 | 18 | 15 | +3  | 9  | 5. |
| 1932    | II. třída Moravskoslezské župy | 4 | 9  | 7  | 2 | 0 | 42 | 6  | +36 | 16 | 1. |
| 1932/33 | I. třída Moravskoslezské župy  | 3 | 16 | 7  | 5 | 4 | 38 | 19 | +19 | 19 | 3. |
| 1933/34 | I. třída Moravskoslezské župy  | 3 | 18 | 11 | 2 | 5 | 59 | 31 | +28 | 24 | 1. |

### Stěhování na Starou střelnici
Velká radost z postupu do divize znamenala také jednu velkou starost. Slezská musela opustit hřiště na Kamenci, které nevyhovovalo nejen terénem (jeho složení mělo daleko i do požadované škváry), ale ani zázemím a rozměry. Navíc diváci, jejichž počet rostl, se tísnili vedle sebe až příliš blízko hrací plochy. A tak hřiště, pod nímž byl údajně zakopán indiánský tomahawk a díky němuž si hosté neodváželi body, po devíti letech Slezské dosloužilo.

## Současnost
V současné době není po hřišti na Kamenci ani památky, na jeho místě dnes stojí Základní škola Bohumínská, která byla otevřena v září roku 1965. Z některých fotografií tehdejšího hřiště na Kamenci jsou zřejmé dodnes stojící činžovní domy v ulici Dědičná (č.p. 1338 a 1339).
Hornická kolonie Kamenec byla v letech 1967 až 1969 nahrazena stejnojmenným sídlištěm s vysokými panelovými domy včetně rozšíření Bohumínské ulice na čtyři jízdní pruhy. Název Kamenec nese také přilehlá zastávka MHD a domov pro seniory.